# Abyssothyris atlantica
Abyssothyris atlantica är en armfotingsart som beskrevs av Cooper 1977. Abyssothyris atlantica ingår i släktet Abyssothyris och familjen Dyscoliidae. Inga underarter finns listade i Catalogue of Life.